# Зити
Зити (итал. Ziti) — разновидность макаронных изделий, происходящих из Южной Италии, Кампании и Сицилии. Они имеют форму длинных и широких трубочек длиной около 25 см (9,8 дюйма). Зити похожи на букатини, но намного толще. У сорта «зити ригати» на поверхности имеются канавки, спиральные или параллельные вертикальному сечению.

## Этимология
Слово zito является южной формой тосканского слова citto («ребенок»), которое на Юге Италии имело значение «холостяк», «незамужняя женщина», а затем «невеста». Название происходит от выражения Maccheroni della zita, блюда, традиционно приготовляемого невестой (в Неаполе — zita) для свадебного обеда.

## Состав и использование
Пучки зити состоят из длинных и широких трубок, каждая около 25 см (9,8 дюйма). Они имеют сходство с букатини, ригатони и пенне. Зити делают из муки твердых сортов пшеницы и воды.
Кулинарная традиция южной Италии требует, чтобы перед приготовлением зити вручную разламывали на более мелкие части.
Их также используют для приготовления пасты алла норма.
На Сицилии их традиционно подают во время свадебного застолья.

### Запеченные зити
Запеченные зити — это кассероль с пастой зити и томатным соусом в неаполитанском стиле. Блюдо характерно для итало-американской кухни. Это разновидность пасты аль форно.
Обычно макароны сначала варят отдельно, пока они не будут почти готовы. Немного недоваренные макароны добавляют в томатный соус. Затем макароны, покрытые томатами, смешивают с сыром, обычно это смесь рикотты, моцареллы и пармезана. К сыру можно добавить и другие ингредиенты, например фарш, колбасу, грибы, перец и лук. Все ингредиенты выкладывают в форму для запекания, покрывают сыром моцарелла, запекают в духовке и подают горячим.

## В популярной культуре
Зити стали очень популярными в США благодаря телесериалу «Клан Сопрано».
В криминально-драматическом сериале «Клан Сопрано» словосочетание «коробка зити» используется как метафора одной тысячи долларов. Этот термин распространился и стал разговорным в Нью-Йорке.

## Галерея
- Целые зити кладут в кастрюлю
- Поломанные зити в дуршлаге
- Зити по-генуэзски
- Зити в пасте с тыквой